# 니콜 홀러프세너
니콜 홀러프세너(영어: Nicole Holofcener, 1960년 3월 22일 ~ )는 미국의 영화 감독, 영화 각본가이다.

## 작품 목록

### 연출
- Angry (1991, 단편)
- 워킹 앤 토킹 (1996)
- 러블리 & 어메이징 (2001)
- 돈 많은 친구들 (2006)
- 뉴욕에서 착하게 살아가는 법 (2010)
- 이너프 세드 (2013)
- 변함없는 자들의 마을 (2018)